# Fundación de Investigaciones Marxistas
La Fundación de Investigaciones Marxistas (FIM) es una entidad cultural privada promovida por el Partido Comunista de España. Se constituyó en Madrid en el año 1978 y fue reconocida por Orden del Ministerio de Cultura el 21 de julio de 1980.
El objeto de la fundación es el de «promover, impulsar y organizar estudios, seminarios, debates, bibliotecas, centros de documentación, publicaciones, ayuda al desarrollo y, en general, toda clase de actividades e iniciativas, en el ámbito de la cultura, las artes, las ciencias y la cooperación internacional, inspirándose en el marxismo como corriente teórica y política cuyos fines son la liberación del ser humano, la solidaridad internacional y la transformación de la sociedad». Ha editado, entre otras, revistas como Nuestra Bandera o Revista de Crítica Literaria Marxista.